# Miniomma
Miniomma – wymarły rodzaj chrząszczy z rodziny Ommatidae. Obejmuje tylko jeden opisany gatunek, Miniomma chenkuni. Żył w kredzie na terenie współczesnej Mjanmy.

## Taksonomia
Rodzaj i gatunek typowy opisane zostały po raz pierwszy w 2020 roku przez Li Yandę, Shuheia Yamamoto i Cai Chenyanga na łamach „Papéis Avulsos de Zoologia”. Opisu dokonano na podstawie inkluzji w bursztynie birmańskim, odnalezionych w dolinie Hukawng, w okolicy Noije Bum w gminie Tanai i dystrykcie Myitkyina na terenie birmańskiego stanu Kaczin. Skamieniałości datowane są na późny alb lub wczesny cenoman. Nazwa rodzajowa to połączenie słów „mini” i Omma, natomiast epitet gatunkowy nadano na cześć botanika ewolucyjnego, Jiang Chenkuna.

## Morfologia
Chrząszcz o wydłużonym ciele długości od 1,2 do 2 mm i szerokości od 0,4 do 0,7 mm, porośniętym cienkimi szczecinkami. Głowę miał dłuższą niż szerszą, prognatyczną, z tyłu przewężoną w szyję, z wierzchu opatrzoną Y-kształtnym wciskiem, pozbawioną wyraźnych guzków i bruzd czułkowych, wyposażoną w niewystające i całobrzegie oczy złożone oraz osadzone bocznie, prawie nitkowate czułki zbudowane z 11 członów, z których trzeci był nieco dłuższy niż czwarty, a ostatni prawie dwa razy dłuższy niż poprzedni. Dłuższe niż szerokie przedplecze miało zaokrąglone kąty przednie i płytką bruzdę środkową. 1,7 raza dłuższe niż szerokie pokrywy miały szeregi okienkowatych punktów i słabo wyniesione żeberka podłużne. Krawędzie pokryw były niepiłkowane, a epipleury bardzo wąskie. Propleury zlane były z przedpiersiem, które to wypuszczało zaostrzony na szczycie wyrostek międzybiodrowy. Prawie kuliste biodra przedniej pary stykały się ze sobą. Odnóża miały grube uda, szczuplejsze i pozbawione ostróg golenie oraz pięcioczłonowe stopy o niezmodyfikowanych pazurkach. Na spodzie odwłoka widocznych było pięć sternitów oddzielonych szerokimi rowkami. Ostatni sternit był nieco dłuższy od przedostatniego i miał szeroko, łukowato zakrzywioną krawędź tylną.